# Leionema scopulinum
Leionema scopulinum är en vinruteväxtart som beskrevs av B.M.Horton & Crayn. Leionema scopulinum ingår i släktet Leionema och familjen vinruteväxter. Inga underarter finns listade i Catalogue of Life.